# Messatoporus jalapa
Messatoporus jalapa là một loài tò vò trong họ Ichneumonidae.